# Hypena strigifera
Hypena strigifera là một loài bướm đêm trong họ Erebidae.